# Anoectangium pflanzii
Anoectangium pflanzii är en bladmossart som beskrevs av Brotherus 1912. Anoectangium pflanzii ingår i släktet Anoectangium och familjen Pottiaceae. Inga underarter finns listade i Catalogue of Life.